# Un duo de haut vol

Un duo de haut vol (Geliebte Diebin) est un téléfilm allemand, réalisé par Thomas Roth (de), et diffusé en 2002.

## Fiche technique
- Titre allemand : Geliebte Diebin
- Réalisateur : Thomas Roth (de)
- Scénario : Tino Berndt
- Musique : Andrej Melita
- Durée : 94 min

## Distribution
- Bettina Zimmermann : Jill Monhaupt
- Thure Riefenstein : David Assmann
- Dirk Nocker : Jills Bruder Michael
- Mario Irrek : Marvin
- Inga Busch : Georg Assmanns Ehefrau
- Jürgen Tarrach (de) : Georg Assmann
- Renate Krössner : Britta
- Martin Brambach : Herr Brösler
- Dietrich Hollinderbäumer : Docteur Hartung